# Leptopholcus jamaica
Leptopholcus jamaica is een spinnensoort uit de familie trilspinnen (Pholcidae). De soort komt voor op Jamaica. 